# Adrian Watt
Adrian Lee Watt (* 29. Dezember 1947 in Omaha) ist ein ehemaliger US-amerikanischer Skispringer.

## Werdegang
Sein internationales Debüt gab Watt bei der Vierschanzentournee 1966/67. Nach eher schwachen Leistungen in den ersten drei Springen erreichte er beim Abschlussspringen auf der Paul-Außerleitner-Schanze in Bischofshofen mit Rang neun das beste Tournee-Einzelresultat seiner Karriere. Damit verbesserte er sich zum Ende der Tournee noch auf Rang 38 der Gesamtwertung, was ebenfalls das beste Resultat seiner gesamten Laufbahn wurde.
Bei der folgenden Vierschanzentournee 1967/68 sprang er nur drei der vier Springen und erreichte mit Rang 32 in Garmisch-Partenkirchen die höchste Platzierung der Tournee. In der Gesamtwertung erreichte er Rang 48. Wenig später gewann er die US Olympic Trials am Pine Mountain Jump in Iron Mountain und setzte dort mit 103 Metern einen neuen Schanzenrekord. Bei den Olympischen Winterspielen 1968 in Grenoble verpasste er den Sprung in die Weltspitze und erreichte nur Rang 44 von der Normalschanze.
Bei den US-Meisterschaften 1969 auf dem Harris Hill in Brattleboro gewann Watt seinen ersten und einzigen nationalen Titel im Springen von der Normalschanze. Daraufhin startete er bei der Vierschanzentournee 1969/70 noch einmal international. Dabei kam er aber nach schwachen Einzelleistungen nicht über Rang 60 der Gesamtwertung hinaus.
Nach dem Ende seiner aktiven Skisprungkarriere blieb Watt auch weiterhin dem Sport treu. Bei den Olympischen Winterspielen 2002 in Salt Lake City war er als Freiwilliger aktiv und arbeitete an der Wettkampfvorbereitung der Skilanglauf-Loipen mit.

## Statistik

### Vierschanzentournee-Platzierungen
| Saison  | Platz | Punkte |
| ------- | ----- | ------ |
| 1966/67 | 38.   | 696,7  |
| 1967/68 | 48.   | 669,2  |
| 1969/70 | 60.   | 680,2  |

### Schanzenrekorde
| Ort           | Land               | Weite               | aufgestellt am | Rekord bis |
| ------------- | ------------------ | ------------------- | -------------- | ---------- |
| Iron Mountain | Vereinigte Staaten | 103,0 m (HS: 130 m) | 1968           | 1971       |